# Trilogia del terrore
Trilogia del terrore (Trilogy of Terror) è un film per la televisione diviso in tre episodi, diretto da Dan Curtis e con protagonista l'attrice Karen Black; è considerato un film di culto.

## Trama

### Julie
Un'insegnante d'inglese di nome Julie viene ricattata sessualmente da un suo studente che le ha scattato, dopo averla narcotizzata, diverse foto in pose compromettenti. Dapprima la donna decide di esaudire le incessanti richieste del ragazzo, ma ben presto troverà modo di vendicarsi uccidendolo, non prima di avergli comunicato di non essere il primo che subisce tale sorte.

### Millicent and Therese
Millicent e la sorella gemella Therese sono due persone completamente diverse; la prima è una donna frustrata e sessualmente repressa, mentre la seconda è estroversa e sboccata. L'odio tra le due si esprime in ogni modo possibile nelle rispettive vite, come l'allontanamento dell'uomo che sta frequentando Therese, a causa delle "rivelazioni" di Millicent. L'ossessione giunge al suo massimo quando Millicent, dopo che il medico di famiglia, il dottor Ramsey, ha avuto un insoddisfacente colloquio con Therese, gli telefona e gli comunica che non ha più bisogno di lui e che ha trovato il modo di "risolvere" i problemi con la sorella. Preoccupato il medico ritorna nell'abitazione e scopre Therese morta per cause sconosciute, notando tuttavia un pupazzo trafitto da uno spillone, apparentemente secondo un rituale Vudù, ma, una volta che alla donna viene tolta la parrucca e le viene rimosso il trucco, le sue sembianze indicano che si tratta di Millicent, scoprendo quindi che Therese in realtà non esiste e che Millicent era una persona afflitta da un disturbo dissociativo dell'identità.

### Amelia
Amelia, una giovane donna da poco tempo andata a vivere da sola in un appartamento in affitto, torna a casa con un pacco contenente un regalo alquanto bizzarro per il compleanno del suo nuovo fidanzato. Si tratta di una statuetta di legno di un autentico feticcio Zuñi, recante con sé una pergamena sulla quale è spiegato che la statuetta rappresenta un malvagio spirito cacciatore chiamato colui che uccide, reso inoffensivo e tenuto prigioniero dentro la statuetta da un potente talismano legato con una catenella intorno alla vita del feticcio. Dopo un diverbio telefonico con sua madre, Amelia sbatte involontariamente sul tavolino del salotto la statuetta e, quando lascia il soggiorno, non si accorge che il talismano è caduto e che la catenella si è spezzata in due. Liberatosi dall'incantesimo, lo spirito malvagio ritorna così ad animare il feticcio che, nascondendosi e facendo rumori, allerta la giovane donna. Dopo essere stata in cucina e avendo trovato un coltello mancante, Amelia inizia ad avere sospetti, fomentati da ombre che si muovono e luci che si spengono. Una lampadina si spegne e Amelia pensa che si sia semplicemente fulminata. Quando prova a riaccenderla, il feticcio salta fuori ferendole la caviglia con il coltello, costringendola a fuggire, manifestando chiaramente la volontà di ucciderla. Amelia quindi cerca di catturare il suo nemico, prima tentando di affogarlo nella vasca, poi rinchiudendolo all’interno di una valigia e gettarlo dalla finestra, ma ogni tentativo risulta vano. La donna scappa verso la cucina ma viene subito raggiunta dal feticcio che, saltandole addosso, le morde brutalmente il collo. Alla fine la donna riuscirà ad avere la meglio sullo spirito maligno dando fuoco alla statuetta, ma l'anima dello Zuni passerà nel corpo di Amelia, che ora, richiamata la madre, strappa il chiavistello dalla porta d'ingresso e si accovaccia in modo animalesco, dopodiché l'attende con un coltello in mano mostrando dei denti molto affilati.

## Produzione

### Sceneggiatura
Tutti e tre gli episodi del film sono tratti da alcune storie brevi dell'orrore dello scrittore Richard Matheson; tuttavia, l'unico dei tre segmenti ad essere stato adattato dallo stesso Matheson risulta essere Amelia, tratto dal racconto Prey. Gli altri due episodi sono stati scritti da William F. Nolan.
Riguardo ad Amelia, Karen Black contribuì in maniera significativa alla sceneggiatura dell'episodio; l'attrice riscrisse il primo colloquio telefonico tra madre e figlia perché voleva enfatizzare la possessività che la madre esercitava su Amelia. Un altro contributo della Black riguardò la scena finale dell'episodio; fu sua l'idea di indossare la finta dentatura e mostrare l'inquietante e significativo ghigno.

### Cast
La protagonista assoluta del film è Karen Black che in questa pellicola interpreta ben quattro ruoli diversi. Originariamente l'attrice aveva rifiutato di partecipare al progetto, ma ci ripensò dopo che venne scritturato per il ruolo di Chad Foster suo marito Robert Burton. La coppia comunque divorziò poco tempo dopo la fine delle riprese, addirittura prima della messa in onda televisiva del film.
La statuetta del film apparteneva al regista Dan Curtis che la riutilizzò anche nel sequel del 1996.
Nell'episodio Julie, i due protagonisti assistono alla proiezione in un Drive-in di Una storia allucinante, film tv del 1972 prodotto dal regista Dan Curtis.

## Trasmissione e distribuzione
Il film è stato trasmesso per la prima volta negli Stati Uniti il 4 marzo 1975, e doveva essere l'episodio pilota di una serie di horror, ma il progetto non vide mai la luce. In seguito alla trasmissione televisiva, Trilogia del terrore divenne così popolare che qualche tempo dopo venne messo in commercio un pupazzo raffigurante il feticcio Zuni, al giorno d'oggi molto raro e difficilmente reperibile.
Il film è stato trasmesso per la prima volta in Italia nel 1978, all'interno del programma Sette storie per non dormire, un ciclo di film di genere thriller/horror trasmesso con cadenza settimanale il giovedì in prima serata sulla Rete 2 della Rai. Del ciclo facevano parte anche altri sei titoli: La casa che non voleva morire (1970), Natale con i tuoi (1972), In piena luce (1971), La vendetta (1971), Che succede al povero Allan? (1970) e Hello Lola (1976). È stato editato in DVD nel 2014 dall'etichetta Sinister Film.

## Critica
Il film, in particolare l'episodio Amelia, è divenuto ben presto un oggetto di culto, sia negli USA che in Italia; infatti Trilogia del terrore risulta essere al 49º posto nella classifica di 100 Scariest Movie Moments stilata da RetroCRUSH.
Il Dizionario Morandini del 2003 assegna al film due stelle su cinque, giudizio poi alzato a tre stelle dall'edizione del Morandini del 2007. In entrambi i casi, viene segnalato come la riuscita del film sia dovuta alla bravura di Karen Black.

## Sequel
Il film ha avuto un seguito a distanza di 21 anni, Trilogia del terrore II, nuovamente diretto da Dan Curtis e con protagonista Lysette Anthony.